# Unità aristoteliche
Le cosiddette unità aristoteliche (di tempo, di luogo e d'azione) rappresentano un canone di narrazione che intreccia interessi storici, letterari e filosofici.

## Origine del termine
Aristotele nella Poetica aveva affermato che «la favola deve essere compiuta e perfetta», dovendo in altre parole avere unità, ossia un inizio, uno svolgimento e una fine (unità di azione).
Il filosofo aveva anche asserito che l'azione dell'epopea e quella della tragedia differiscono nella lunghezza «perché la tragedia fa tutto il possibile per svolgersi in un giro di sole 24 ore o poco più, mentre l'epopea è illimitata nel tempo» (unità di tempo).

## Canone drammaturgico
In realtà la formalizzazione delle tre unità è successiva, e risale all'umanesimo cinquecentesco, quando, in seguito alla traduzione in lingua latina nel 1536 della Poetica, i canoni aristotelici vennero interpretati e completati con norme e indicazioni. L' "invenzione" delle tre unità è contemporanea alla teorie del verosimile di Ludovico Castelvetro (1505-1571) o a quelle di Giraldi Cinzio sulla necessità di limitare la narrazione ad eventi accaduti ad un unico personaggio.
Nel 1500, quindi, ciò che in Aristotele era l'osservazione e descrizione di uno stato di fatto del teatro a lui contemporaneo venne interpretato come una norma o canone;  per questo motivo esse sono anche definite "pseudoaristoteliche". 
- unità di luogo - l'azione deve svolgersi cioè in un luogo unico, nel quale i personaggi agiscono o raccontano le vicende accadute. Nella tragedia greca spesso le azioni non vengono compiute e viste "in presa diretta" ma soltanto riferite o raccontate sulla scena.

- unità di tempo - la più comune interpretazione di questa norma è che l'azione debba svolgersi in un'unica giornata dall'alba al tramonto.

- unità di azione - il dramma deve comprendere un'unica azione, con l'esclusione quindi di trame secondarie o successivi sviluppi della stessa vicenda.

Questi canoni vennero adottati per discriminare il teatro "alto" - la tragedia - dal teatro "basso" o popolare - la commedia -, ma furono utilizzati più per classificare le opere del passato latino e greco che come canone per la scrittura di nuove opere.

## Utilizzo
Ben Jonson è uno dei più famosi autori moderni che si attiene alle tre unità. La locandiera di Carlo Goldoni è un'altra opera che si attiene alle tre unità aristoteliche. Anche Torquato Tasso, nella composizione della Gerusalemme liberata, si rifà alle tre unità aristoteliche.

### Nella Bibbia
Il Vangelo secondo Luca segue il criterio letterario dall'unità di luogo (tutto si svolge a Gerusalemme) e di tempo (tutto avviene nell'ambito di una giornata) riunendo la resurrezione e l'ascensione in un solo giorno, indica che i due eventi sono inseparabilmente congiuntivi: Gesù risorge dalla tomba entrando direttamente nella gloria di Dio.
Negli Atti degli Apostoli invece l'Ascensione di Gesù al cielo un'anima e corpo avviene quaranta giorni dopo la risurrezione.
Sal 89,12 e Qo 3,1-9 invita a cogliere e contare lo scorrere del tempo, Lc 4,21 invita a interpretarlo come evento che complessivamente si compie in un unico giorno di salvezza.